# Tes Sambath
Tes Sambath (tiếng Khmer: ទេស សម្បត្តិ, Tés Sâmbâttĕ [teːh sɑmɓat]; 20 tháng 10 năm 2000 – 20 tháng 4 năm 2025) là một cố cầu thủ bóng đá chuyên nghiệp người Campuchia chơi ở vị trí hậu vệ hoặc tiền vệ phòng ngự. Anh đã ra sân 16 lần cho đội tuyển quốc gia Campuchia từ năm 2021 đến năm 2023.

## Sự nghiệp
Sambath đã theo học tại Học viện bóng đá quốc gia Bati trong bốn năm, từ năm 2014 đến khi tốt nghiệp vào năm 2018, trước khi trở thành một cầu thủ chuyên nghiệp. Anh đã thi đấu chuyên nghiệp một thời gian ngắn ở Bangladesh vào năm 2019.
Vào tháng 5 năm 2021, Sambath được triệu tập vào đội hình 24 người của đội tuyển quốc gia Campuchia tham dự vòng loại FIFA World Cup 2022.

## Qua đời
Sambath qua đời vào ngày 20 tháng 4 năm 2025 sau khi lao xe máy xuống sông ở Khan Dangkao, Phnôm Pênh.
Sau khi anh qua đời, câu lạc bộ bóng đá Visakha đã gửi lời chia buồn và tuyên bố một thời gian để tang. Nhiều câu lạc bộ, cầu thủ, huấn luyện viên và người hâm mộ cũng bày tỏ sự thương tiếc về cái chết của Sambath.